# Michael Glawogger
Michael Glawogger (3. prosince 1959, Graz, Rakousko – 22. dubna 2014, Monrovia, Libérie) byl rakouský filmový režisér a scenárista, známý pro svou činnost na poli dokumentárních filmů. V letech 1981 až 1982 studoval na sanfranciském uměleckém institutu a následně na vídeňské filmové akademii. Mezi jeho nejznámější filmy patří například Megacities (1998), Dělníkova smrt (2005) či Sladký život kurev (2011). Zemřel v roce 2014 v Libérii, kde pracoval na svém připravovaném dokumentárním filmu; příčinou úmrtí byla malárie.

## Filmografie
- Megacities (1998)
- Zur Lage: Österreich in sechs Kapiteln (2002)
- Dělníkova smrt (2005)
- Slumming (2006)
- Contact High (2009)
- Sladký život kurev (2011)